# Olympische Sommerspiele 1900/Leichtathletik – 5000 m Mannschaft (Männer)
Der 5000-Meter-Mannschaftslauf der Männer bei den Olympischen Spielen 1900 in Paris wurde am 22. Juli 1900 im Croix Catelan entschieden. Am Wettbewerb nahmen zwei Mannschaften teil. Alle 10 Teilnehmer absolvierten einen regulären 5000-Meter-Lauf. Für die Mannschaftswertung wurden die erreichten Platzziffern addiert.

## Mannschaften und Reglement
Zur britischen Auswahl gehörte der Australier Stan Rowley, dessen Heimatland zu dieser Zeit noch Teil des Britischen Weltreichs war. Rowley war eigentlich ein Sprinter, für den die 5000-Meter-Strecke deutlich zu lang war. Er wurde in die Mannschaft aufgenommen, um die erforderliche Teamstärke von fünf Läufern zu erreichen, die allesamt in die Wertung für ihre Mannschaft kamen. Rowley lief nur eine Runde im Renntempo und ging dann langsameren Schritts weiter. Als der vorletzte Läufer im Ziel war, hatte er erst 3500 Meter zurückgelegt. Seine Platzierung als Zehnter und Letzter stand damit fest, die Jury erlaubte ihm, das Rennen an dieser Stelle beenden und ihn in der Wertung zu belassen. Bei Anwendung der heute gültigen Regeln wäre er bei einer Aufgabe – und damit auch sein Team – disqualifiziert worden, da er das Ziel nicht erreicht hatte.

## Medaillen
Wie schon bei den I. Olympischen Spielen vier Jahre zuvor gab es jeweils eine Silbermedaille für den Sieger und Bronze für den zweitplatzierten Athleten. Der Sportler auf Rang drei erhielt keine Medaille.

## Ergebnis
| Platz | Land                           | Athlet | Punkte |
| ----- | ------------------------------ | --- | ------ |
| 1     | Gemischte Mannschaft GBR / AUS | Charles Bennett ( GBR)/1. John Rimmer ( GBR)/2. Sidney Robinson ( GBR)/6. Alfred Tysoe ( GBR)/7. Stan Rowley ( AUS)/10. | 26     |
| 2     | Frankreich                     | Henri Deloge/3. Gaston Ragueneau/4. Jean Chastanié/5. André Castanet/8. Albert Champoudry/9.                            | 29     |

Die Ziffern hinter den Namen geben die Platzierung des Läufers im Rennen an. Charles Bennett und John Rimmer bestimmten das Geschehen und führten das bis auf Stan Rowley geschlossene Feld in 4:30 Minuten bei 1500 Metern und in 9:20 Minuten bei 3000 Metern an. Dann verloren Alfred Tysoe, Sidney Robinson, André Castanet und Albert Champoudry den Anschluss. In der Folge setzten sich Bennett und Rimmer auch von den drei weiteren Franzosen ab, sie passierten die 4000-Meter-Marke in 12:30 Minuten. Auf der letzten Runde verlor dann auch Rimmer den Anschluss. Die Siegerzeit wird in einigen Quellen mit 15:20 Minuten angegeben, was Weltrekord über 5000 Meter gewesen wäre, andere Quellen nennen 15:29 Minuten als Siegerzeit.